# قرية داولاتديا
داولاتديا هو اسم قرية في منطقة راجباري في بنجلاديش، وهي تعتبر أكبر بيت دعارة في بنجلاديش، وتم وصفها بأنها من أكبر بيوت الدعارة في العالم. إنها واحدة من عشرين بيت دعارة رسمي في الدولة، وتم افتتاحها عام 1988 على الرغم من أنها نشطة بصورة غير سمية قبل ذلك بعقود. يقدر عدد العاملين بالدعارة من 1300 إلى 200 شخص. تخدم داولاتديا أكثر من 3000 رجل يوميًا. هؤلاء الرجال قادرون على الدفع مقابل الجنس والمخدرات والقمار. إن الدعارة قانونية في بنجلاديش للنساء من عمر ثمانية عشر فما فوق، لكن متوسط أعمار الفتيات حديثات العهد بالمهنة هو 14، وبعض الفتيات العاملات في داولاتديا قد يصل عمرهن إلى عشرة أعوام فقط. العديد منهن تم بيعهن مقابل 250 دولارًا للعمل في الدعارة، بعد ذلك عليهن دفع نسبة من أجورهن إلى امرأة أكبر سنًا يطلقون عليها لقب «مدام». عادةً تخدع المدام الفتيات ليتعاطين مخدرات مثل سالبوتامول أو ديكساميتازون، وهذه المخدرات مستخدمة في تسمين الماشية.